# Monk Montgomery
William Howard "Monk" Montgomery (10 octobre 1921 – 20 mai 1982) était un bassiste de jazz américain. Il a été un pionnier de la guitare basse électrique et par conséquent le premier à en faire l'enregistrement quand il accompagna Art Farmer en studio en 1953. Il était le frère du guitariste de jazz  Wes Montgomery et du vibraphoniste Buddy Montgomery.

## Biographie
Né à Indianapolis dans l'Indiana, dans une famille de musiciens, Monk avait trois frères et une sœur. Son frère aîné Thomas joue de la batterie, mais il meurt à 16 ans. Monk a donné à son jeune frère Wes (né en 1923) une guitare quand ce dernier avait 11 ou 12 ans. Wes est passé à la guitare électrique à l'âge de 19 ans et a eu beaucoup de succès. Le plus jeune frère, Buddy (né en 1930), a joué du piano et plus tard du vibraphone. Leur jeune sœur, Ervena (Lena), a également joué du piano. Monk lui-même n'a joué de la contrebasse qu'après ses 30 ans, après avoir entendu l'un des groupes de Wes.
Les trois frères ont publié un certain nombre d'albums ensemble, comme les Montgomery Brothers, mais ils ont aussi joué ensemble sur des albums crédités uniquement à Wes. Aussi, Buddy et Monk ont enregistré de nombreux albums avec leur groupe The Mastersounds.
Il est peut-être le premier bassiste électrique important du jazz : il choisit la Fender Precision Bass en 1952 ou 1953 après le remplacement de Roy Johnson dans l'orchestre de Lionel Hampton. Il a déclaré que ses plus grandes influences en tant que bassiste étaient Jimmy Blanton, Ray Brown et Charles Mingus. Monk jouait de la basse électrique avec son pouce (son frère Wes, jouait aussi de la guitare électrique avec son pouce) et transposa son jeu de contrebasse jazz sur la basse électrique. Dans les années 1960, il choisit la Fender Jazz Bass, qu'il jouait avec un plectre (médiator).

Sa carrière n'a pas commencé avant ses 30 ans, après son jeune frère Wes. Monk travaillait dans une fonderie et donnait des concerts à la contrebasse la nuit à Indianapolis. Wes a travaillé pour le vibraphoniste Lionel Hampton de 1948 à 1950, puis Monk a travaillé pour Hampton autour de 1952-1953, Hampton insistant sur le fait qu'il joue de la basse Fender, et non de la contrebasse. Monk a participé aux enregistrements avec L'Art Farmer Septuor le 2 juillet 1953, qui sont peut-être les premiers enregistrements de la basse électrique, affichait sa facilité avec les lignes de walking bass, les mélodies bebop, et l'ostinato du style Latin. Chuck Rainey a dit que Monk fut le premier bassiste électrique à enregistrer, dans tous les genres.
Les gars dans les autres genres musicaux m'auraient peut-être mis au tapis en studio, bien que je n'en connaisse aucun... Que je sache, je suis le premier dans le jazz à avoir enregistré la basse électrique
Monk a tourné et enregistré en Europe avec Hampton à la fin de l'année 1953. Après cela, il a brièvement travaillé avec le Anthony Ortega Quatuor de Los Angeles, et puis avec ses frères dans le Montgomery-Johnson Quintette à Indianapolis (avec Alonzo "Pookie" Johnson au saxophone, et Robert "Sonny" Johnson à la batterie). En 1955, il s'installe à Seattle pour former The Mastersounds de 1957 à 1960.
En 1964-65 Montgomery joue sur deux albums des Jazz Crusaders : les membres de ce groupe vont produire et jouer sur ses deux premiers albums solo. Plus tard, à partir de 1966 à 1970, il travaille en indépendant avec le vibraphoniste Cal Tjader et continue à jouer à Las Vegas, dans le Nevada, où il s'installe, avec The Red Norvo Trio jusqu'en 1972.
En 1970, il enregistre à Los Angeles avec le trompettiste Sud-Africain Hugh Masekela. En 1974, Monk tourne en Afrique du Sud avec un groupe dont le chanteur est  Lovelace Watkins et il enregistre son dernier album solo Monk Montgomery in Africa...Live! à Soweto. En 1976, il participe au groupe de jazz représentatif pour le National Endowment for the Arts avec Benny Carter, George Russell, Muhal Richard Abrams, et d'autres. En 1977, il a contribué à l'organisation de l'inauguration de Maseru Festival de Musique au Lesotho qui inclut Dizzy Gillespie, les étudiants et le personnel de l'Université Rutgers et des musiciens locaux,.
Dans ses dernières années, il a été actif dans le Las Vegas Jazz Society qu'il a fondée, il a également présenté une émission de radio locale. Il avait également préfiguré un festival international de jazz. En 1981, il est devenu le président fondateur de la Western Federation for Jazz.
Montgomery est mort d'un cancer à Las Vegas le 20 mai 1982. Il avait une femme, Amelia, trois fils et quatre enfants de sa conjointe.
En 2003, sur son album éponyme, le musicien de Detroit Andrés a échantillonné le titre Reality de Monk Montgomery.

## Discographie
- It's Never Too Late (Chisa, 1969)
- Bass Odyssey (Chisa, 1971)
- Reality (Philadelphia International, 1974)
- Monk Montgomery in Africa...Live! (Philadelphia International, 1975)

Avec The Montgomery Brothers
- 1955: Almost Forgotten (Columbia)
- 1957: The Montgomery Brothers and Five Others (Pacific Jazz)
- 1961: Groove Yard (Riverside)
- 1961: The Montgomery Brothers (Fantasy)
- 1961: The Montgomery Brothers in Canada (Fantasy)
- 1961: Love Walked In (Jazzland)
- 1961: Wes, Buddy and Monk Montgomery (Pacific Jazz)[12]
- 1961: George Shearing and the Montgomery Brothers (Jazzland)

Avec The Mastersounds
- Jazz Showcase (World Pacific, 1957)
- The King and I (World Pacific, 1957)
- Kismet (World Pacific, 1958)
- Flower Drum Song (World Pacific, 1958)
- Ballads & Blues (World Pacific, 1959)
- The Mastersounds in Concert (World Pacific, 1959)
- Happy Holidays from Many Lands (World Pacific, 1959)
- The Mastersounds Play Horace Silver (World Pacific, 1960)
- Swinging with the Mastersounds (Fantasy, 1961)
- The Mastersounds on Tour (Fantasy, 1961)
- A Date with The Mastersounds (Fantasy, 1961)

Avec Buddy Montgomery
- The Two-Sided Album (Milestone, 1968)[13]
- This Rather Than That (Impulse!, 1969)

Avec Wes Montgomery
- Far Wes (Pacific Jazz, 1958)
- Complete Live at Jorgies (Definitive, 2002), recorded 1961, six tracks with Buddy and Monk
- Echoes of Indiana Avenue (Resonance, 2012), recorded 1958–59, one track with Buddy and Monk

### En tant que sideman
- Kenny Burrell – Ellington Is Forever Volume Two (Fantasy, 1975)
- Jerry Coker – Modern Music from Indiana University (Fantasy, 1956)
- Art Farmer – The Art Farmer Septet (Prestige, 1954)
- Johnny Griffin – Do Nothing 'til You Hear from Me (Riverside, 1963)
- Lionel Hampton – four dates issued under various titles[14],[15]:
  - Stockholm, Sweden, 14 September 1953, European Concert 1953 (IAJRC)
  - Basel, Switzerland, 25 September 1953, European Tour 1953 (Royal Jazz)
  - Paris, France, 28 September 1953, The Complete Paris Session 1953 (Vogue)
  - Berlin, Germany, 4 October 1953
- Eddie Harris – Silver Cycles (Atlantic, 1968)
- Hampton Hawes – The Green Leaves of Summer (Contemporary, 1964)
- Jon Hendricks – A Good Git-Together (World Pacific, 1959)
- The Jazz Crusaders – Stretchin' Out (Pacific Jazz, 1964)
- The Jazz Crusaders – The Thing (Pacific Jazz, 1965)
- The Jazz Crusaders – The Pacific Jazz Quintet Studio Sessions (Mosaic, 2005)[16]
- Hugh Masekela – Reconstruction (Chisa, 1970)[17]
- Jack Wilson – Ramblin'  (Vault, 1966)[18]

## Lectures complémentaires
- Bass Heroes: Styles, Stories & Secrets of 30 Great Bass Players, Ed. Tom Mulhern, Backbeat Books, 1993,  (ISBN 0-87930-274-7)